# Ravi Varma
Rajá Ravi Varma (Kilimanoor, 29 de abril de 1848 - 2 de outubro de 1906) foi um pintor acadêmico da Índia, considerado um dos maiores da história da arte em seu país por retratar mitos locais, episódios hindus, objetos de culto e símbolos encontrados por toda Índia. 
Seu trabalho é considerado um dos mais significativos exemplos da fusão entre as tradições e a sensibilidade local com o academismo europeu. Também se destacou por fazer litografias (um tipo de gravura baseado na repulsão entre água e óleo) de suas pinturas, tornando sua arte disponível para o público, o que aumentou seu alcance e influência como pintor e figura pública.
Conquistou reconhecimento no ocidente ao obter o primeiro prêmio no Salão de Viena em 1873. Em 1904 o vice-rei da Índia concedeu-lhe uma medalha de ouro. Nesta época passou a adotar o título de Rajá, o que foi contestado pelo Maharajá Moolam Thirunal, embora tenha se fixado ao seu nome na cultura popular.

## Acervo de Imagens

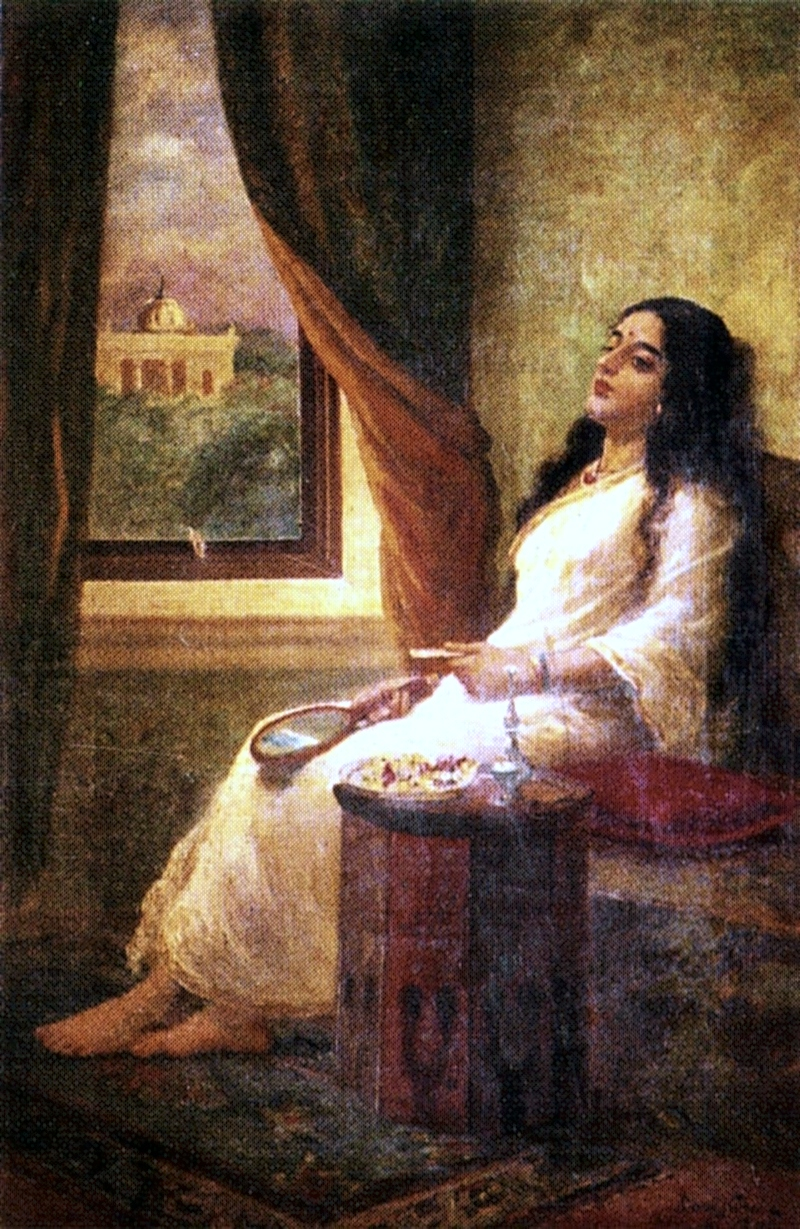
Contemplação
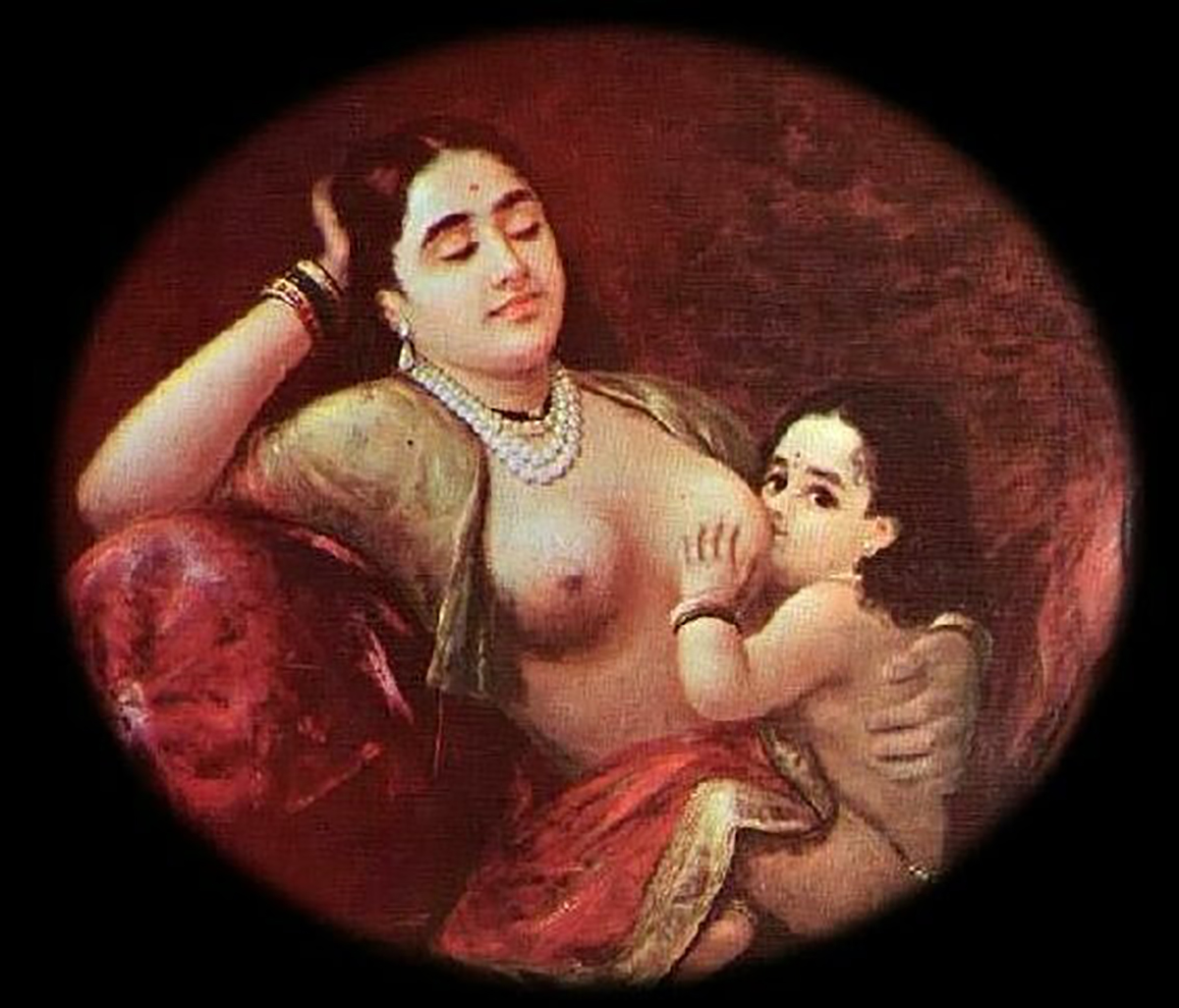
Senhora alimentando o filho
Saraswati
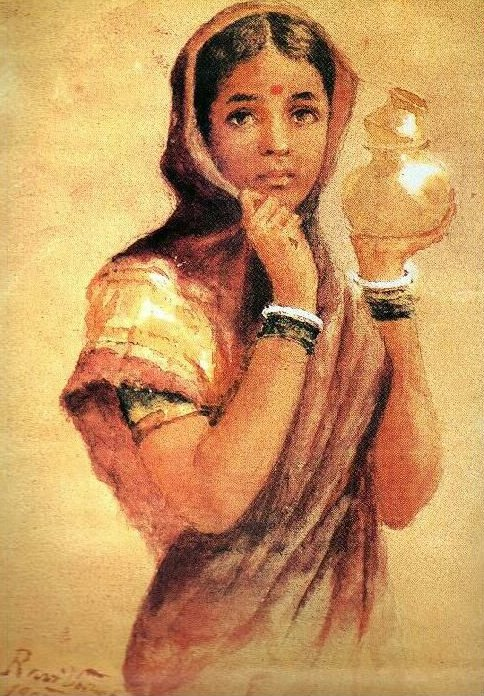
A Milkmaid
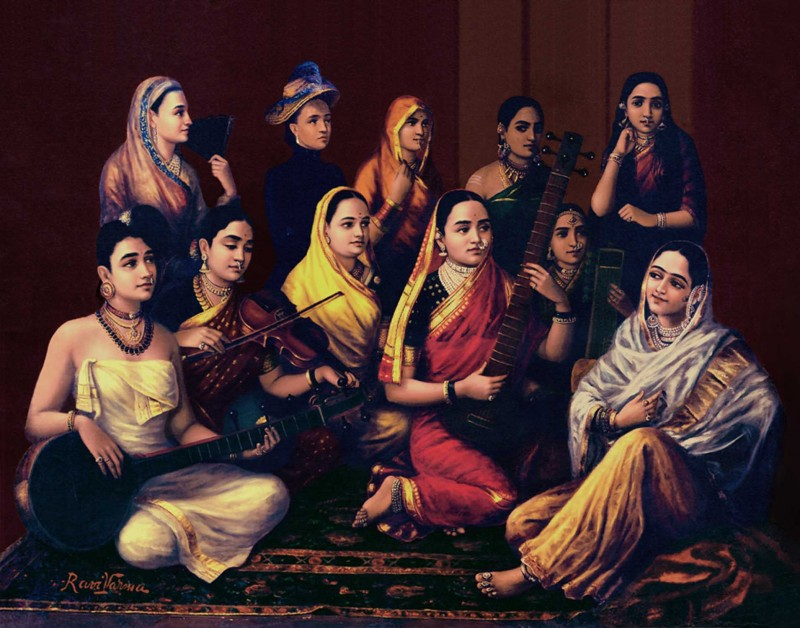
Galaxy of Musicians
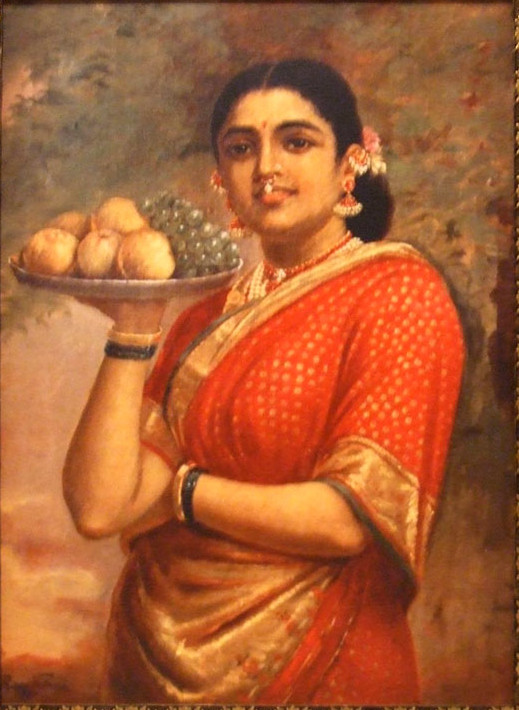
Senhora com bandeja de frutas
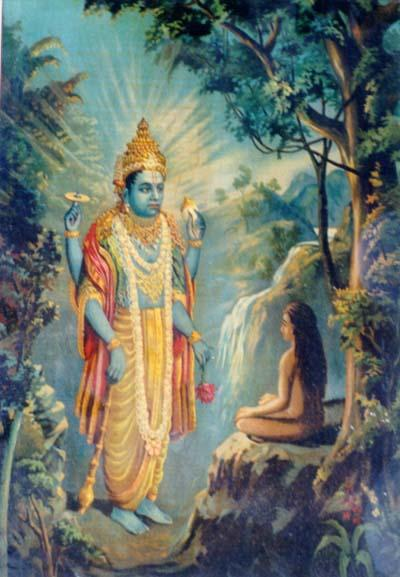
Dhana Narayana
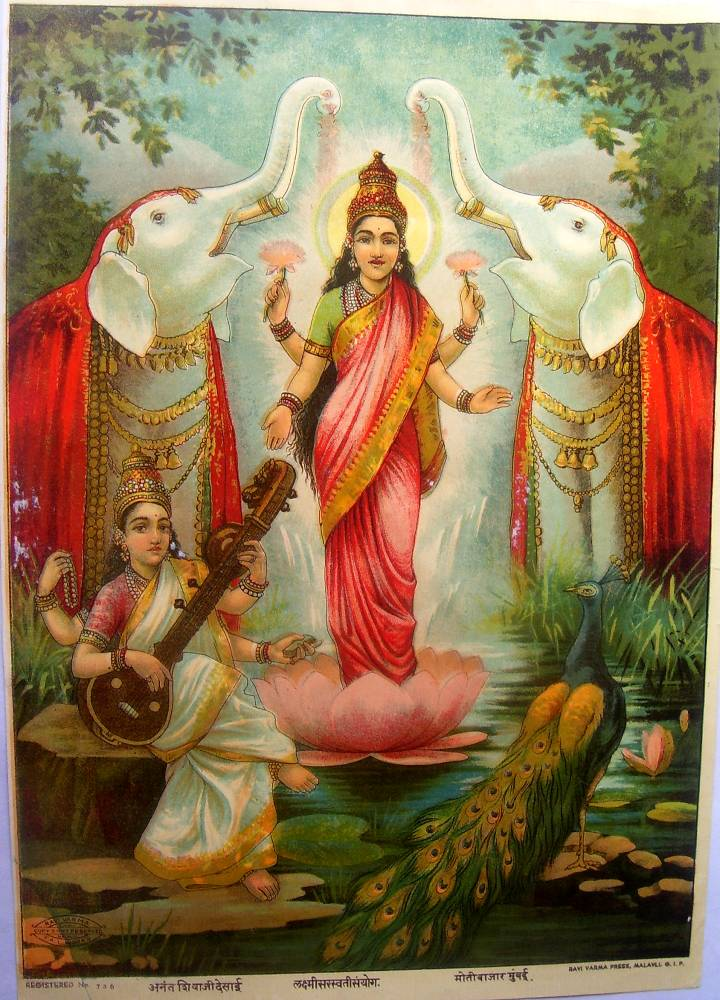
Lakshmi
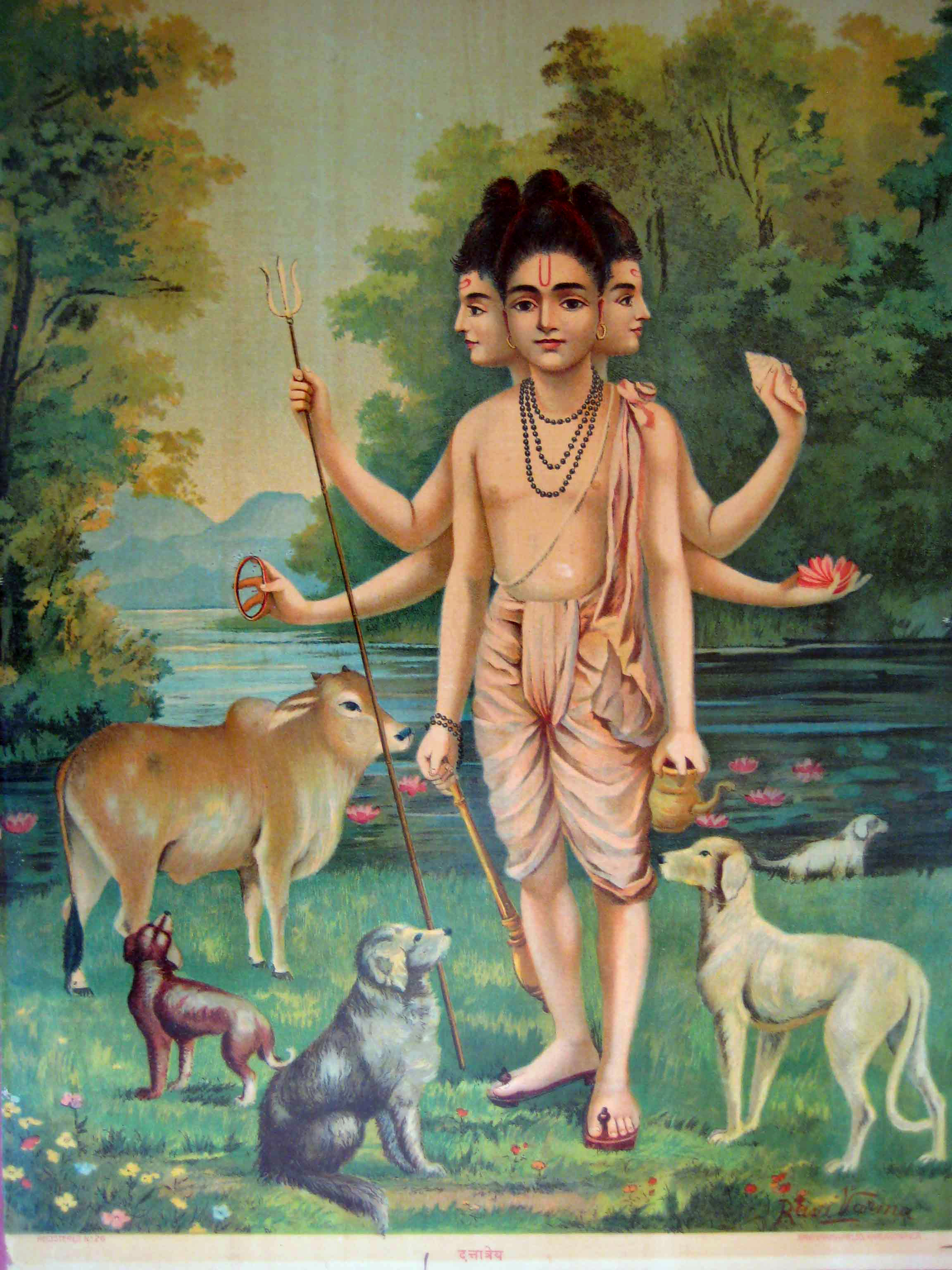
Dattatreya
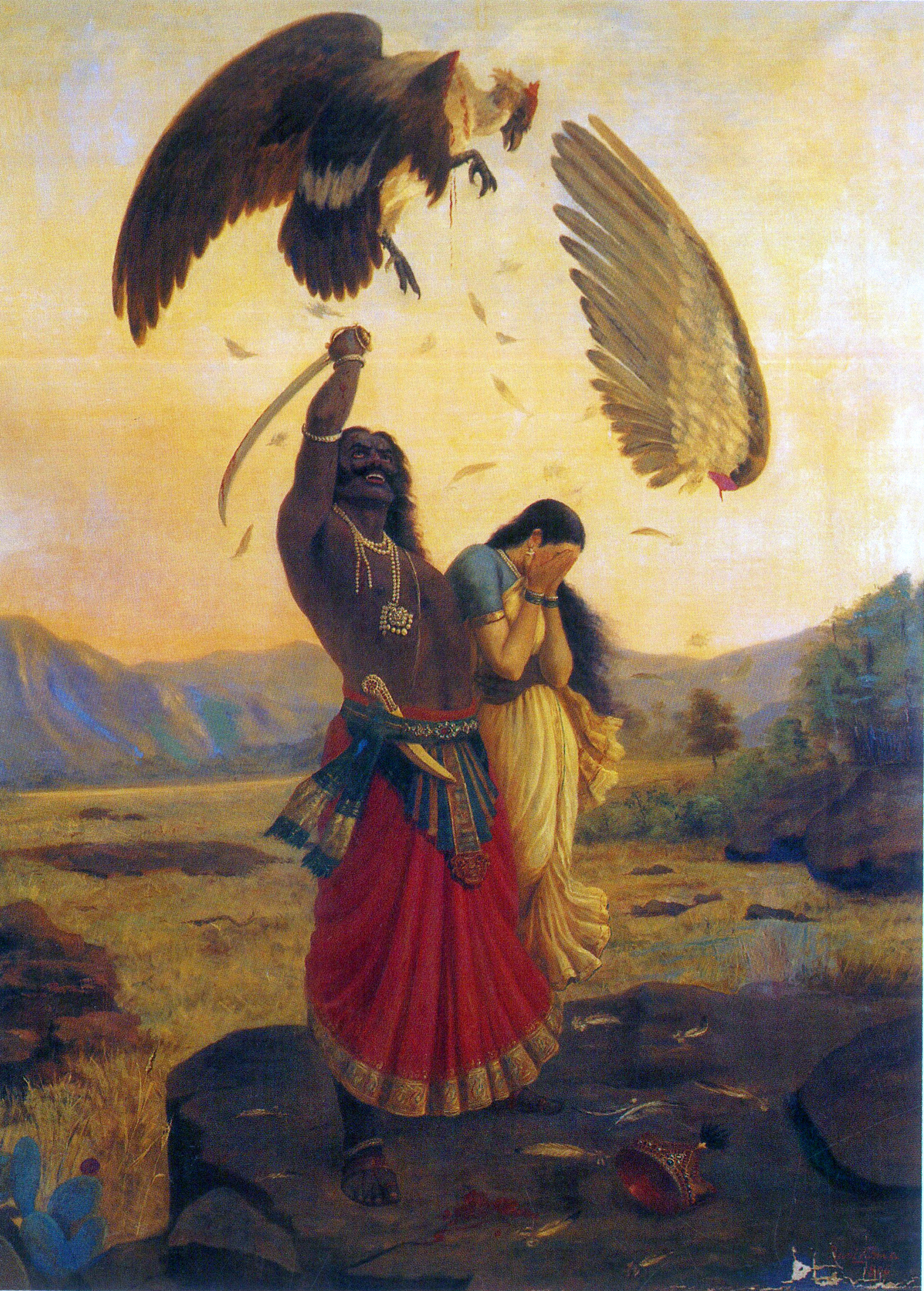
Jatayu vadha